# 圣卡塔琳娜州
圣卡塔琳娜州（葡萄牙語：Santa Catarina）是巴西南部的一个州，首府弗洛里亞諾波利斯，面积95,346.181平方公里，人口5,958,266人。